# Cattleya dowiana
Cattleya dowiana es una especie de orquídea epifita del género Cattleya.

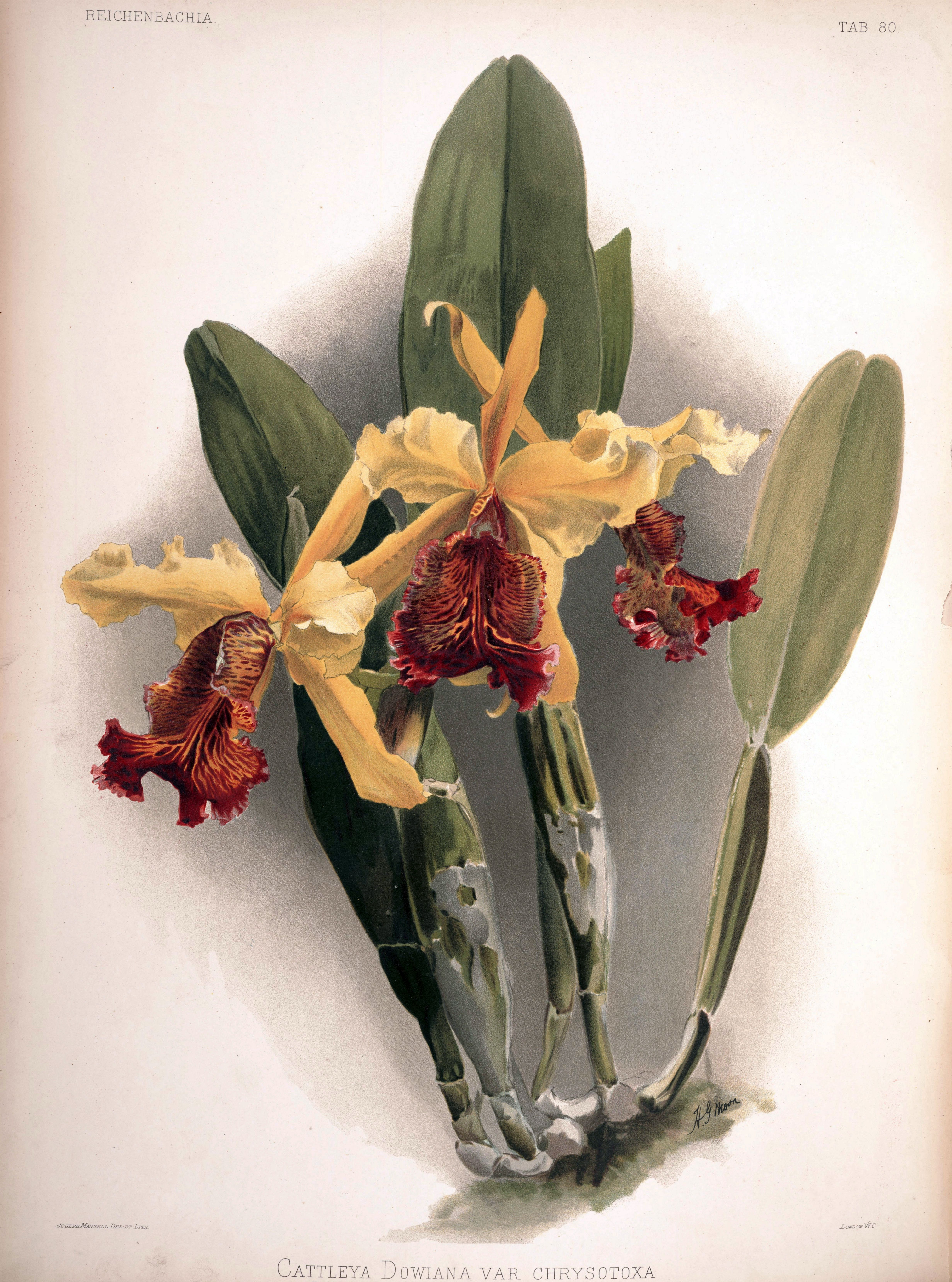
Ilustración

## Descripción
Es una orquídea de tamaño  mediano de hábitos  epifitas con pseudobulbos de 8 a 20 cm con costillas distintas cuando es demasiado seco, parcialmente ocultos cuando es joven con vainas basales papiráceas que se trituran con la edad y una sola hoja, carnosa, oblongo-elíptica, de color verde claro, conduplicada y apical. Florece a finales del verano y el otoño en una inflorescencia terminal de 12,5 cm de largo, con 1-5 flores que surge en un pseudobulbo maduro con flores cortas,  muy vistosas y fragantes. La subespecie aurea se produce en Colombia y tiene las flores más grandes con mayor intensidad de coloración. Es muy similar a Cattleya aurea de Colombia excepto por la ubicación geográfica y flores con veteado menos intrincado en el labio. Las flores tienen una duración aproximada de una semana, y son fuertemente perfumadas de forma similar al aroma de vainilla.

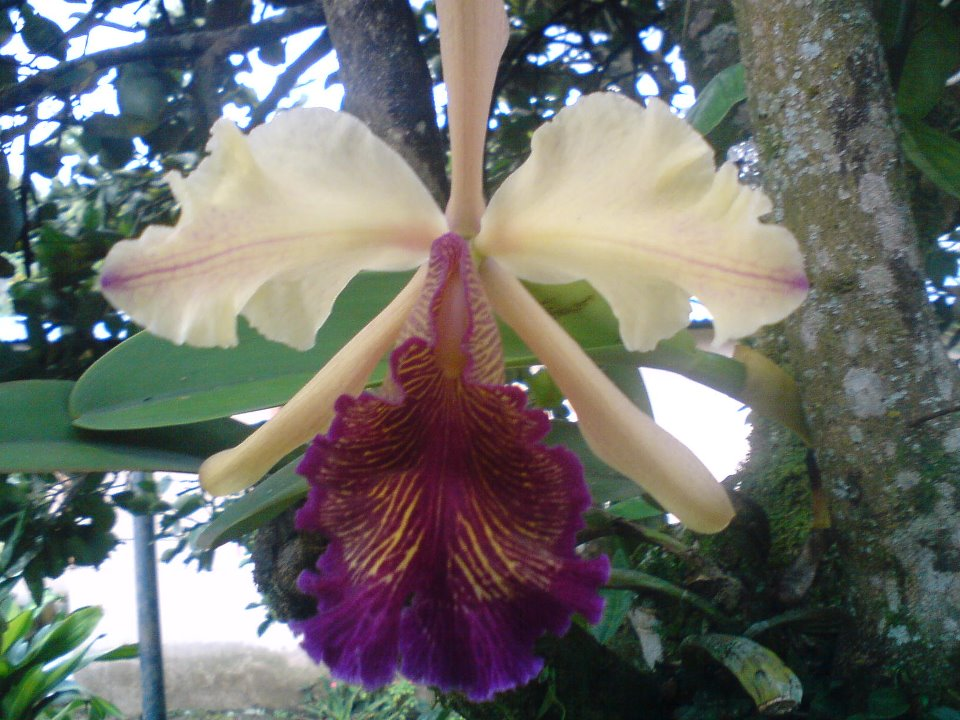
Cattleya dowiana coloración típica

## Distribución
Se encuentra en Costa Rica y Panamá en las copas de los árboles en la costa caribeña desde elevaciones de 250 a 2500 metros.

## Apreciación local de la especie
C. dowiana representa una especie emblemática para el cantón de Turrialba (Costa Rica), en donde se conocen especímenes que son capaces de producir más de ocho tallos florales en una misma ocasión y alcanzan un número mayor a 100 hojas; es una planta muy común y tradicional en colecciones de orquídeas de habitantes de la zona. Es un emblema y símbolo para Turrialba, una imagen de esta adorna el escudo municipal. El nombre común que se ha dado a esta planta es “guaria de Turrialba”, sin embargo este término es siempre reducido a “guaria Turrialba” de forma coloquial por los habitantes de la zona. Esta planta es conocida como la “reina de las orquídeas”, por lo que este título ha atraído la atención de una gran cantidad de aficionados al cultivo de las orquídeas.

## Amenazas a su supervivencia
Debido a su gran atractivo ornamental, ha sufrido de la extracción indiscriminada de sus individuos del bosque, inicialmente por indígenas de la región, contratados por expedicionistas europeos que buscaban la planta para su venta en siglos pasados, lo que se llevó a casi la desaparición de sus poblaciones. Actualmente por comercio ilegal de plantas silvestres se encuentra en peligro de extinción, sin embargo se desconoce con exactitud la magnitud del daño que ha sufrido la especie debido a la dificultad de realizar estudios poblacionales exhaustivos en la región.

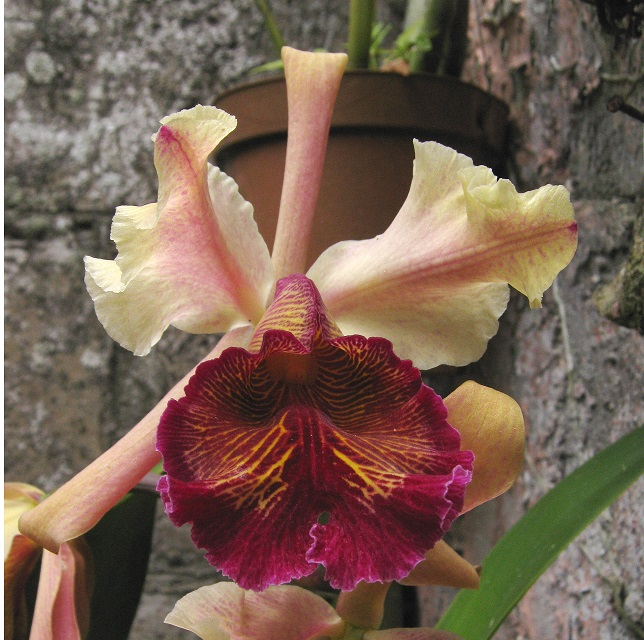
Cattleya dowiana forma rosita

## Taxonomía
Cattleya dowiana fue descrita por Bateman & Rchb.f. y publicado en The Gardeners' Chronicle & Agricultural Gazette 922. 1866.
Etimología
Cattleya: nombre genérico otorgado en honor de William Cattley orquideólogo aficionado inglés,
dowiana: epíteto  que significa "de Dow" (un capitán de barco de los años 1800, John
Melmouth Dow).
Subespecies aceptadas
- Cattleya dowiana subsp. aurea (Linden) B.S.Williams & T.Moore, Orchid Album 2: t. 84 (1883)
- Cattleya dowiana subsp. dowiana

Formas aceptadas
- Cattleya dowiana subsp. aurea f. marmorata (Hort. ex Cogn.) Pupulin, stat. nov.
- Cattleya dowiana subsp. dowiana f. carmoniana Pupulin, fma. nov.
- Cattleya dowiana subsp. dowiana f. rosita (Pfau) Pupulin, stat. nov.[8]

Sinonimia
- Cattleya labiata var. dowiana (Bateman & Rchb.f.) A.H.Kent in H.J.Veitch, Man. Orchid. Pl. 2: 16 (1887)